# Jim Cowler
Jim Cowler; eigentlich Karl Gustav Herbert Noack (* 23. Januar 1898 in Berlin; † 15. Juli 1964 in Berlin) war ein deutscher Schlager- und Filmkomponist. Er veröffentlichte auch unter den Pseudonymen Herbert Henderson und Herbert Kauler.

## Leben
Seine Eltern betrieben eine Gastwirtschaft mit Speiselokal in der Großen Frankfurter Straße 128. Nach erstem Klavierunterricht wurde er bereits mit 12 Jahren an der Musikhochschule Berlin aufgenommen und studierte bei Julius Schuppmann und Bernhard Heinrich Irrgang Klavier und Kirchenmusik. Nebenbei spielte er im elterlichen Lokal und als musikalischer Stummfilm-Begleiter in verschiedenen Kinos. Aufgrund geschickter Musikarrangements bekam er 1913 ein Engagement am damaligen Biophon-Theater Berlin in der Alexanderstr. 39/40.
Nach Einsatz als Soldat im Ersten Weltkrieg veröffentlichte er 1919 seine erste Komposition, das Walzerintermezzo Liebesklänge, im Verlag seines Bruders Walter Noack. Weitere erfolgreiche Titel der Zeit waren Berlin-Königsberg, Tanzelfchen, Mittsommernacht, Mohammed Aly und Araby.
Im Juni 1923 nahm das VOX Tanzorchester Araby auf VOX 01378 auf, im August wurde Mohamed Aly auf Beka 32181 veröffentlicht. Weitere Schallplattenaufnahmen folgten.
Im Jahre 1922/23 lernte er den Musikverleger des Curt Max Roehr kennen. Dieser empfahl ihm die Wahl eines englischen Pseudonyms, woraufhin er den Namen Jim Cowler annahm. Seine Arrangements und Instrumentationen für andere Komponisten wie Henry Richards, Walter Kollo, Ray Henderson, Frederick Loewe, Leo Fall erfolgten jedoch weiter unter seinem Geburtsnamen.
Ein internationaler Erfolg gelang ihm 1927 mit dem Titel Heut war ich bei der Frida, der wurde von zahlreichen Plattenmarken aufgenommen und unter dem Titel All about Frida auch im Ausland erschien. Es folgten zahlreiche weitere Schlagerkompositionen, zusammen mit den Textdichtern Fritz Rotter, Kurt Schwabach, Bruno Balz, Wolfgang Böttcher, Werner Brink und Leo Breiten. Bedeutende Interpreten seiner Lieder waren die Comedian Harmonists (Ich hab ein Zimmer goldige Frau) und Richard Tauber  das Mutterlied: „Es gibt eine Frau die dich niemals vergißt“. Und den sehr bekannten Titel Kleine Möwe, flieg nach Helgoland, gesungen von Hans Albers, Freddy und vielen anderen.
Ab 1930 folgten auch Filmmusiken für Pension Schoeller (1930) und Das Rheinlandmädel (1930). In dem Film von 1931 Einer Frau muss man alles verzeih’n trat er auch mit seinem Orchester und der Eigenkomposition Mit dir möchte ich so gern nach Spanien auf. Später folgten Wenn ich König wär (1933), Der geheimnisvolle Mr. X (1936), Haupttreffer: Ein Mann (1933?) sowie Das Veilchen vom Potsdamer Platz (1936) mit dem Schlager Veilchen, kleine blaue Veilchen. Der Rundfunk sichert sich die Mitarbeit des Komponisten für Hörspiele, Spezialmusiken und Liederabende. Eigene Aufführungen am Theater am Schiffbauerdamm und an der Komischen Oper Berlin folgen.
1938 bereitete ihm sein ausländisches Pseudonym Ärger mit der der Reichsmusikkammer, die ihm Berufsverbot androhte. Er plante eine Emigration, reiste nach New York und London, kehrt aber enttäuscht zurück, da ihm beide Städte nicht gefielen. Als Kompromiss einigte er sich mit der Reichskulturkammer auf den Namen Herbert Kauler. Da sein Stil nicht mehr so gefragt war, er aber auch nicht bereit war, sich zu sehr den politischen Anforderungen anzupassen, ging die Zahl der Veröffentlichungen stark zurück. Hinzu kamen gesundheitliche Probleme. Von 1941 bis zum Kriegsende erfolgte die musikalische Ausübung des Berufes in Form der Frontbetreuung von der Ost- bis zur Westfront mit Ensemble-Auftritten. Währenddessen wurde seine Berliner Wohnung in Berlin ausgebombt, und persönliche Unterlagen sowie das eigene Musikarchiv gingen verloren.
Nach dem Krieg begann er seine Kompositionstätigkeit wieder aufzunehmen und veröffentlichte Titel wie Den ersten Kuß gibt man am Morgen, Schönes Wetter, Kontraste, Tenoki, Musik der Welt, Wir sind ja nicht vom Neckar, Komm bald wieder, Muß es denn ein Cowboy sein, Schneeflöckchen, Denk an unsere Liebe. Zudem gab er Gastspiele in verschiedenen Städten, konnte aber nicht mehr an die früheren Erfolge anknüpfen.
Cowler war zweimal verheiratet. Er starb am 15. Juli 1964 mit 66 Jahren und wurde auf dem Zehlendorfer Waldfriedhof beigesetzt. Das Grab ist nicht erhalten. Jim Cowler hinterließ zwei Söhne.

## Werke
Cowlers gesamtes musikalisches Werk, das hauptsächlich durch die Zeit von 1919 bis 1937 geprägt wird, umfasst etwa 725 verlegte und gedruckte eigene Schlagermelodien, etwa 250 bearbeitete fremde Werke, sechs Filmmusiken und mehr als dreißig Hörspielmusiken. Weiterhin hat er die Musik zu mindestens fünf aufgeführten Theaterstücken geschrieben.

### Schlager
- Wenn ich Liebe brauch, dann geh ich zu Pauline (1928)
- Herr Ober, zwei Mokka (1930)
- Wer im Frühling keine Braut hat (1930)
- Du bist meine große Liebe (1930)
- Ich fahr mit meiner kleinen Limousine (1930)
- Mein Herz sagt leise: Ich liebe dich (1930)
- Es rauscht das Meer ein Liebeslied (1933)
- Badener Grüße (1933)
- Eine kleine Träne (1933)
- Liebling mit dem blonden Haar (1934).
- Kleine Möwe, flieg nach Helgoland (1934 – das wohl bekannteste Lied des Komponisten)
- Nie vergeß´ ich ein Liebeslied aus Hawaii (1934)
- In einer kleinen Stadt wohnt meine große Liebe (1935)
- Das Ringlein mit dem dunkelblauen Stein (1935)
- Wenn vom Himmelszelt ein kleines Sternlein fällt (1936)
- Der alte Postillione (1936)

### Filmmusiken
- Pension Schoeller (1930)
- Das Rheinlandmädel (1930)
- Einer Frau muss man alles verzeih’n (1931)
- Wenn ich König wär (1933)
- Der geheimnisvolle Mr. X (1936)
- Haupttreffer: Ein Mann (1933)
- Das Veilchen vom Potsdamer Platz (1936)

## Wirkung
Jim Cowlers Lied „Wer im Frühling keine Braut hat“, Text von Kurt Schwabach, erschien 1968 auf einer Schallplatte von „Insterburg & Co.“ in einer Neuaufnahme.